# ریگدان (کاکی)
ریگدان، محله اییست در شهر کاکی از توابع بخش کاکی شهرستان دشتی استان بوشهر ایران.
ریگدان در سال ۱۳۶۵ روستایی بوده‌است واقع در دهستان کاکی از توابع بخش کاکی شهرستان دشتی که بر اساس آمار سال ۱۳۸۰ جمعیت آن ۱۲۵۰ نفر بوده‌است. این روستا که چسبیده به شهر کاکی (مرکز بخش متبوع) بوده‌است در دهه‌های اخیر به شهر کاکی ملحق شده و بعنوان محله ریگدان شناخته می‌شود.
این روستا در آمار ۱۳۸۵ آبادی‌های کشور وجود ندارد و به شهر کاکی ملحق شده‌است.